# لا شاريتيه سور لوار
لا شاريتيه سور لوار هي بلدية تقع في إقليم نيافر وسط فرنسا في جنوب باريس.

## جغرافيا
قفل قناة لا لوار الجانبية بالقرب من شاريتيه سور لوار
تقع المدينة على الضفة اليمنى من نهر لوار، وتبلغ مساحة المدينة 1578 هكتار، وارتفاعها يتراوح بين 153 و 215 متر.

## التركيبة السكانية
في تعداد عام 1999، كان عدد السكان 5460. وفي 1 يناير 2005، كان التقدير 5405.

## تراث وآثار
- دير السيدة لا شاريتيه سور لوار (تحت الترميم)
- كنيسة نوتردام، الابنة البكر للدير كلوني
- البيت قزم، مُعلق على الكنيسة
- الجسر القديم (أقدم جسر حجري بني على نهر لوار سنة 1520)[8]

وقد تم إدراج كنيسة سانت كروا نوتردام ضمن قائمة التراث العالمي لليونسكو في عام 1998، كجزء من طرق سانتياغو دي كومبوستيلا في فرنسا.

## اقتصاد
- مستشفى متخصص
- الصناعات الميكانيكية

## توأمة مع مدن
- بيدنكوبف  ألمانيا
- نويشتات أن در أورلا  ألمانيا
- Wépion  بلجيكا
- Oostduinkerke  بلجيكا
- Castiglion Fiorentino  إيطاليا

## رواق الصور

مناظر من الكنيسة
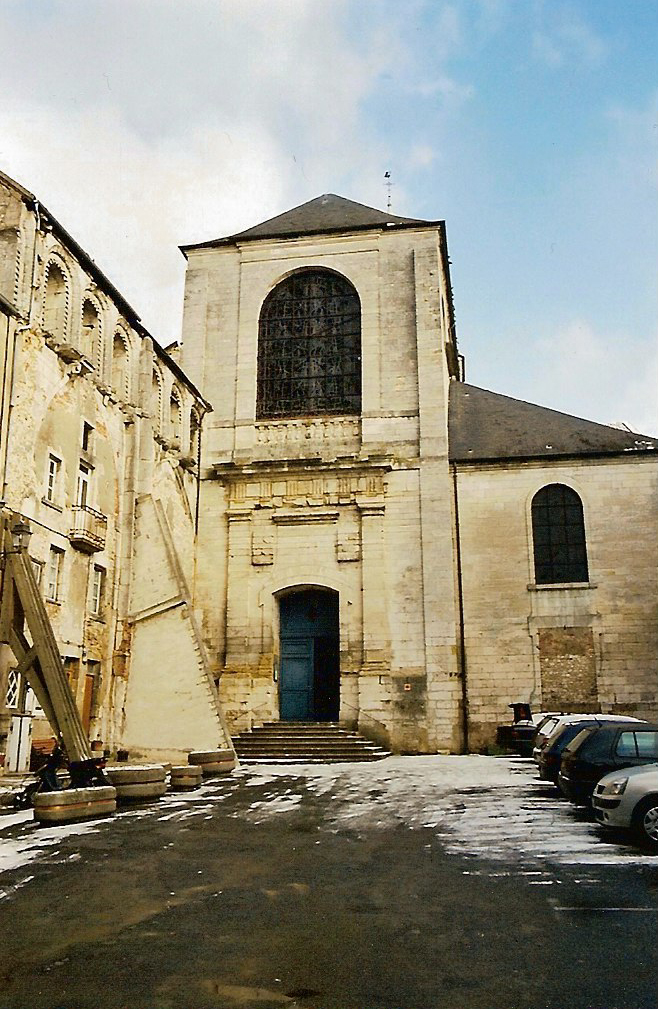
الواجهة الغربية للكنيسة يعود تاريخها إلى 1695.
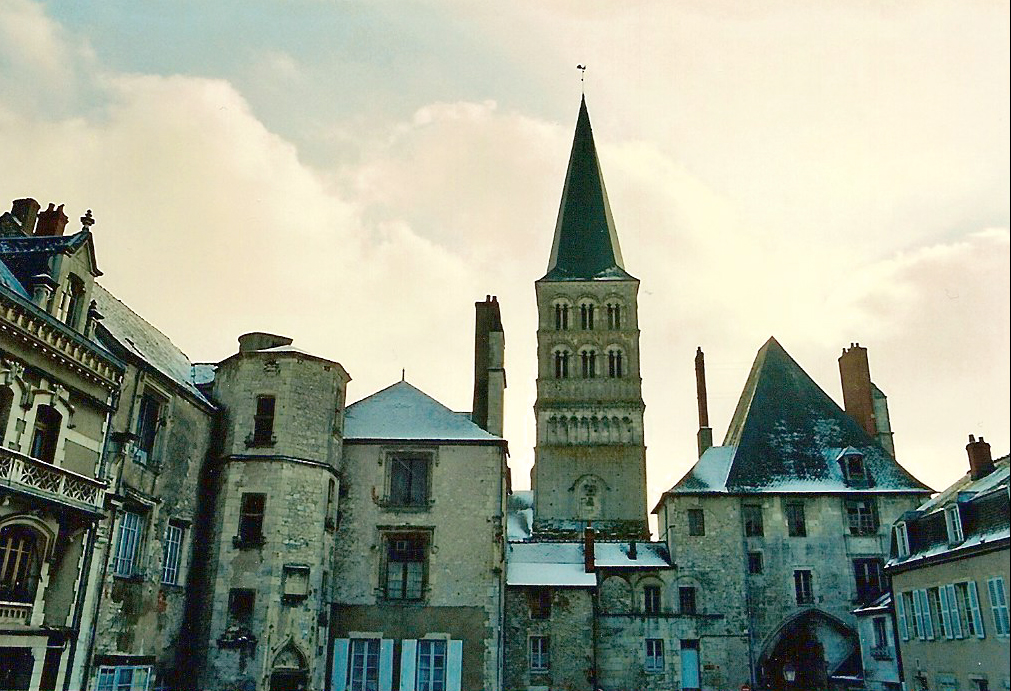
منظر من خارج كنيسة سانت كروا نوتردام.
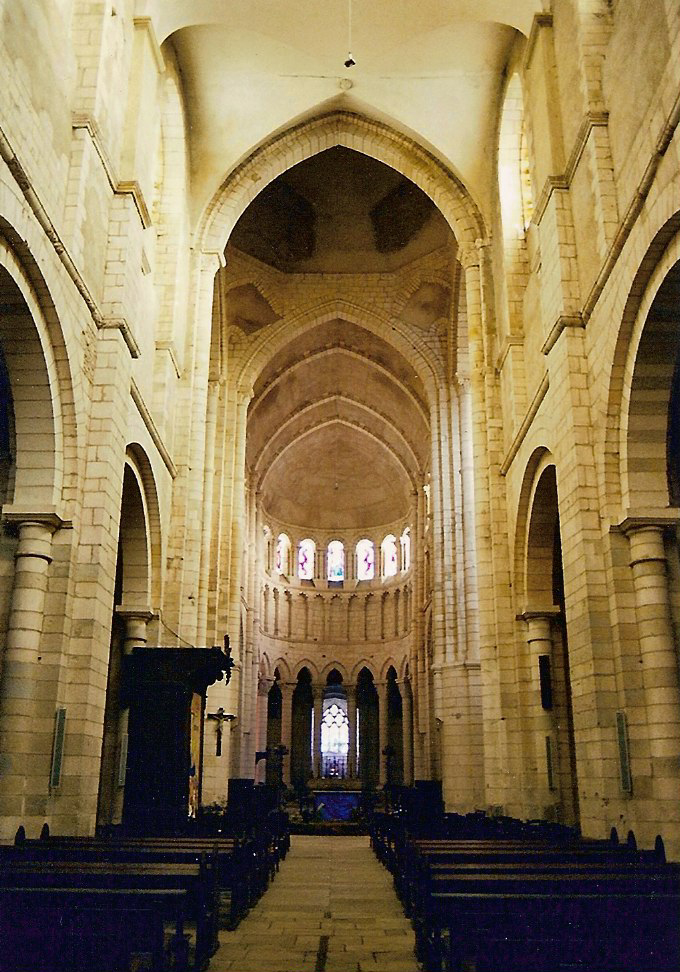
من داخل سانت كروا نوتردام.
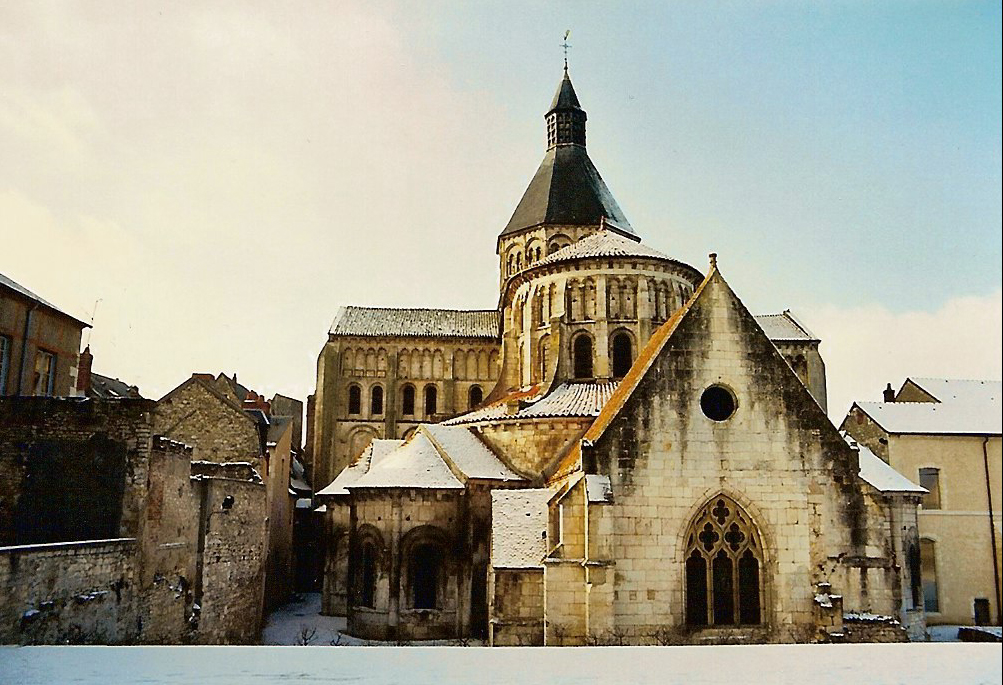
منظر جوقة الكنيسة.
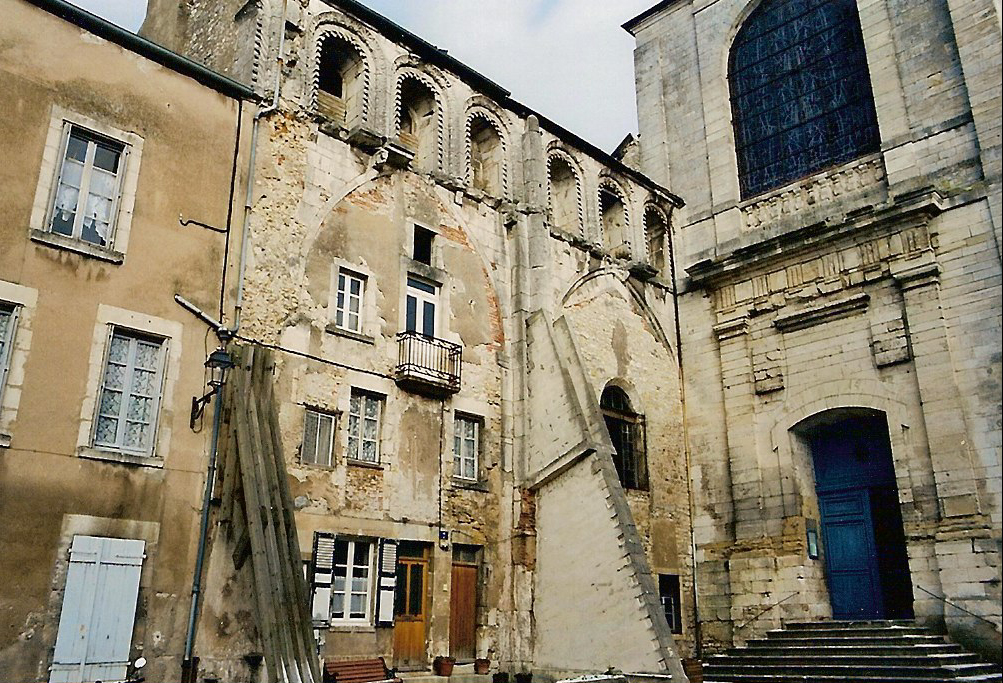
المباني القديمة للكنيسة تحولت إلى مبان سكنية.
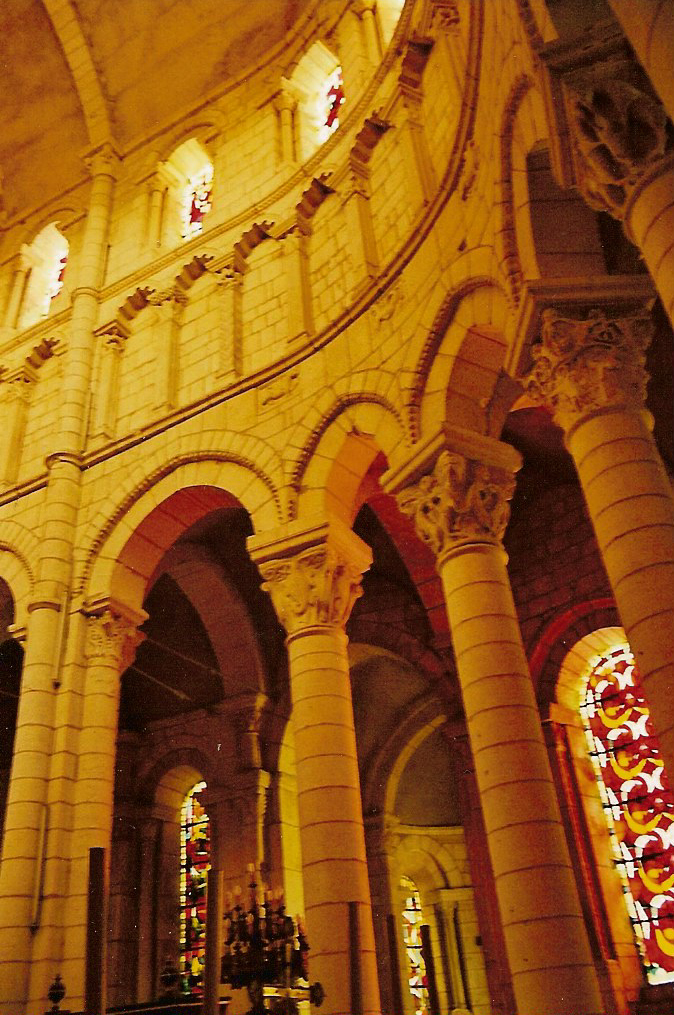
عمارة داخلية.
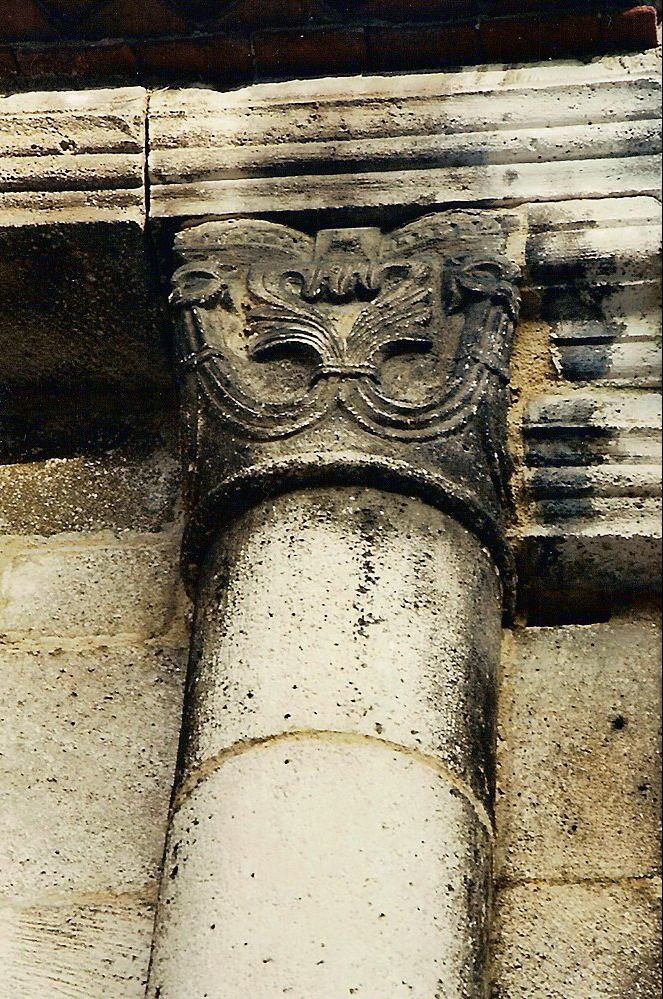
الركن الخارجي للواجهة.
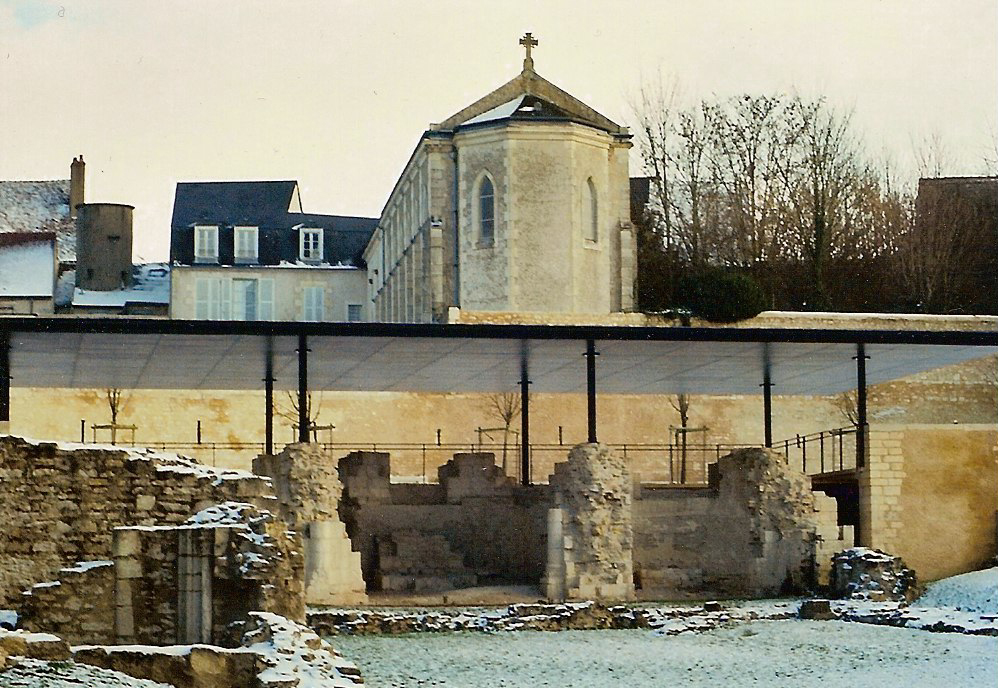
أطلال كنيسة سانت لورانس.
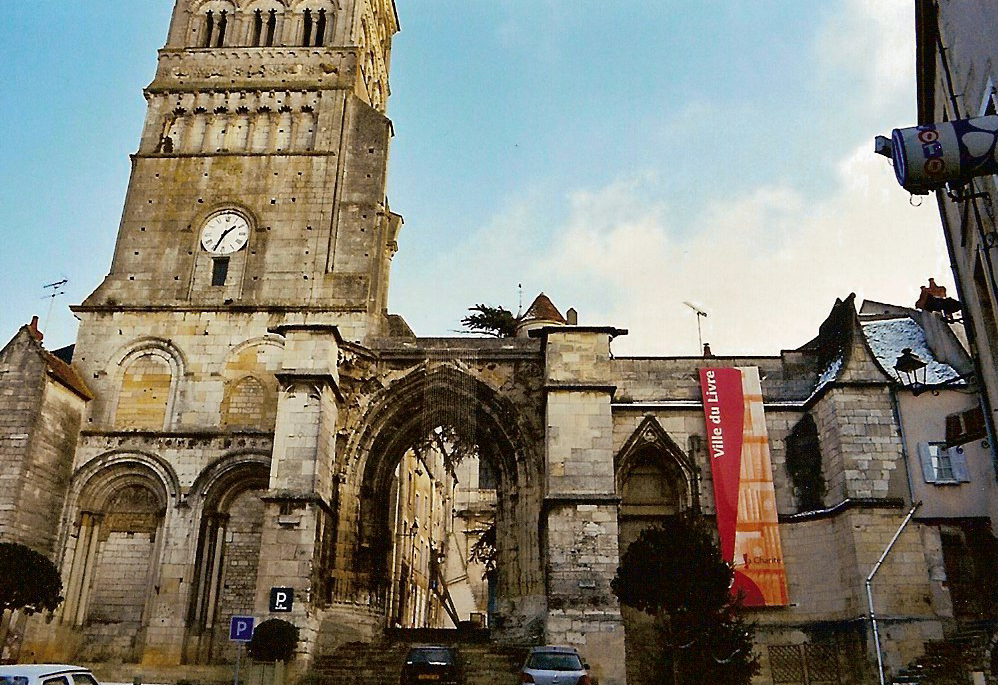
الواجهة الغربية للكنيسة الرومانية.
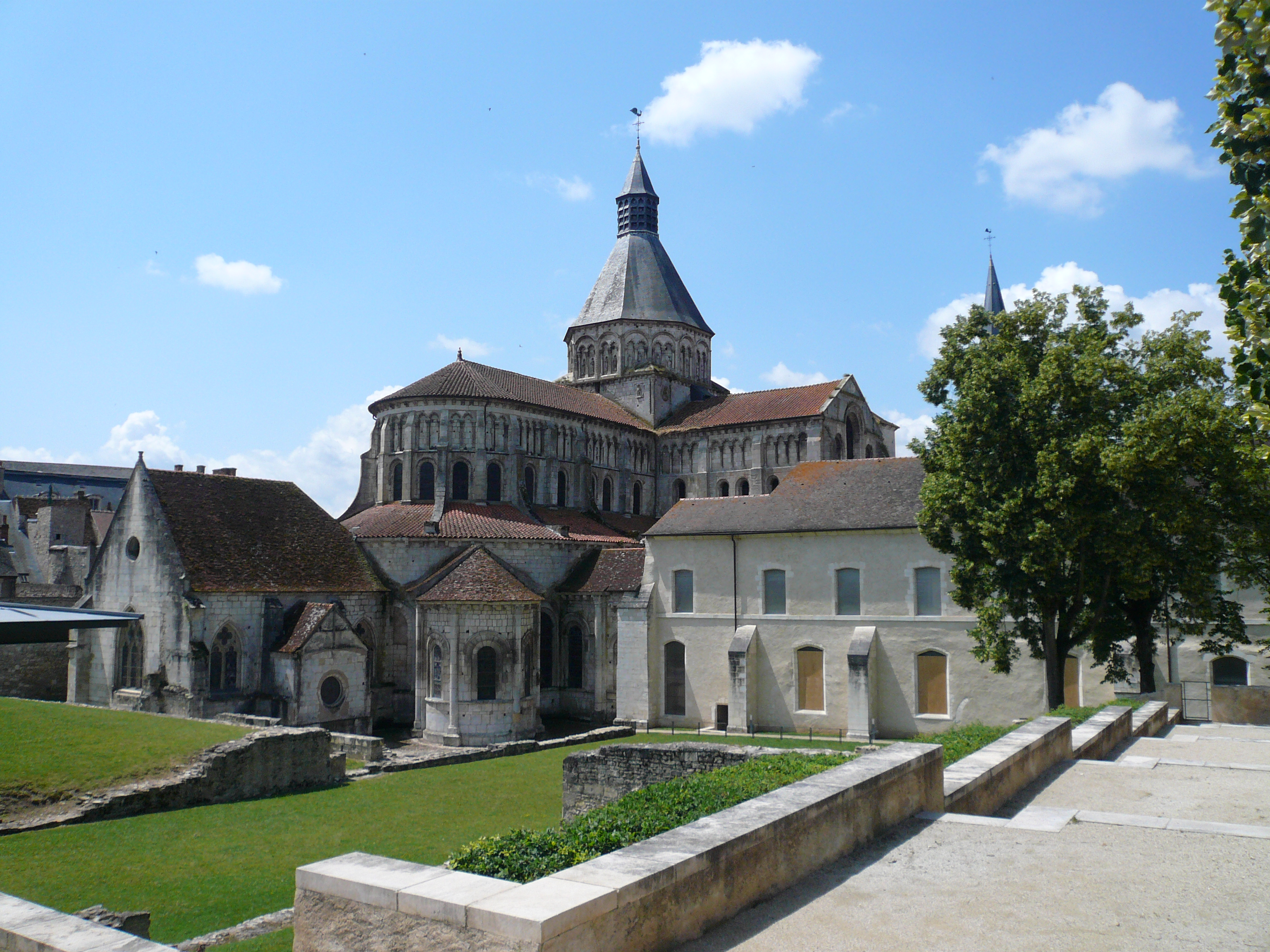
جانب كنيسة روتردام ومباني الدير.

مناظر من الأسوار
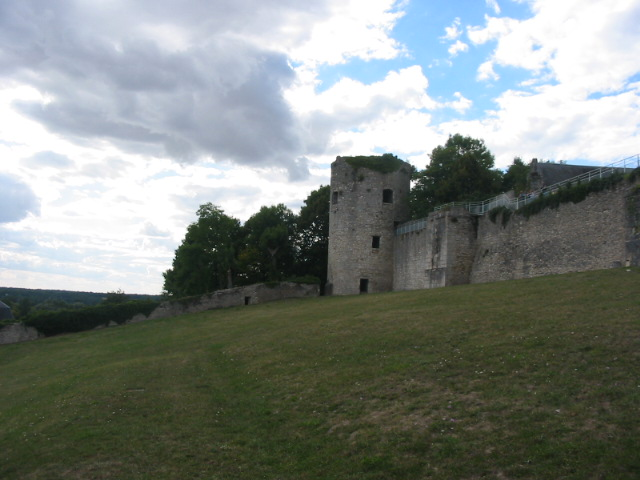
الأسوار.
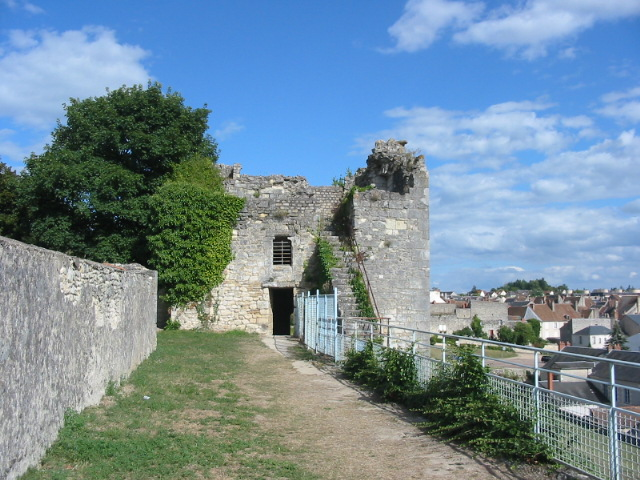
الأسوار.
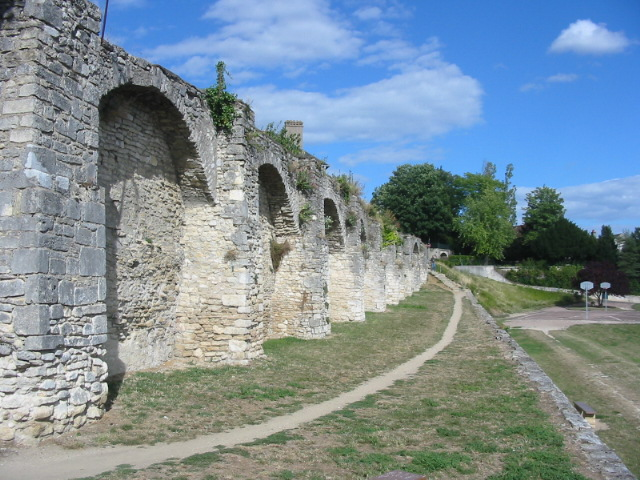
الأسوار.
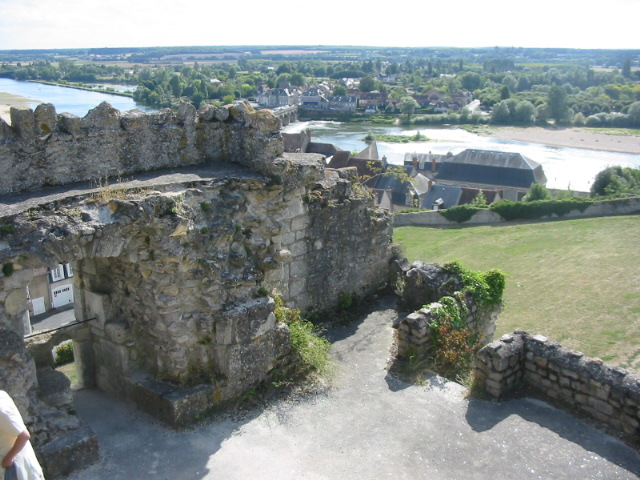
الأسوار.

## أعلام
- جان ليك هينيج
- يوان بوشارد

## روابط خارجية
- Official website (بالفرنسية)
- La Charité on the site Bourgogne Romane (بالفرنسية)
- شاريتيه سور لوار في صفحات المعهد الوطني الجغرافي[وصلة مكسورة]
- لا شاريتيه سور لوار على موقع quid.fr
- مكتب السياحة لمدينة لا شاريتيه سور لوار
- كاتدرائية نوتردام في دائرة رومانيكو Románico